# 世珣
宗室世珣（19世纪？—20世纪？）满洲镶白旗人，清朝宗室。

## 生平
宗室世珣是满洲镶白旗人，清朝宗室，曾任辽沈道监察御史。1909年，清廷开资政院，宗室世珣出任资政院钦选议员。